# Māhī Dar-e Pā'īn
Māhī Dar-e Pā'īn (persiska: ماهی در پائین, ماهيدَرِ پائين, ماهيدَر, Māhīdar-e Soflá, ماهيدَرِ سُفلَى, Māhī Dar-e Pā’īn) är en ort i Iran.   Den ligger i provinsen Kurdistan, i den nordvästra delen av landet, 400 km väster om huvudstaden Teheran. Māhī Dar-e Pā'īn ligger 1 716 meter över havet och antalet invånare är 361.
Terrängen runt Māhī Dar-e Pā'īn är kuperad. Runt Māhī Dar-e Pā'īn är det ganska glesbefolkat, med 50 invånare per kvadratkilometer. Närmaste större samhälle är Jonīyān, 17,3 km nordost om Māhī Dar-e Pā'īn. Trakten runt Māhī Dar-e Pā'īn består i huvudsak av gräsmarker.